# Egbert Smedes
Egbert Smedes (Assen, 1 februari 1889 - Haarlem, 29 september 1975), was een Nederlands filosoof, vrijmetselaar, schrijver, vredesactivist en publicist, met een sterk socialistische inslag. De door hem uiteen gezette filosofie is door hemzelf het kosmisch humanisme genoemd. In het dagelijks leven was Smedes leraar aan de HBS te Haarlem. Vanaf de jaren dertig noemde hij zichzelf cultureel architect.

## Biografie
Smedes studeerde Nederlands in Utrecht waar hij lid was van de studentenvereniging Unitas. Hoewel zelf niet afkomstig uit een arbeidersmilieu raakte Smedes sociaal politiek geëngageerd en bewoog zich in het Utrecht van begin 20e eeuw in avantgardistische kringen. Tot zijn vriendenkring behoorde onder meer Gerrit Rietveld, die in 1911 met Smedes’ halfzuster zou trouwen.
Smedes was in 1924 samen met Jan Wils bestuurslid van het in de kiem gestorven Vincent van Gogh genootschap, dat zich ten doel had gesteld de bevordering van het internationale geestelijke leven.
Smedes richtte in 1931 de Nederlandse Arbeiders Vredeswacht (NAV) op, waarvan hij de eerste voorzitter zou worden. Deze organisatie streefde naar een volledig gepacificeerde samenleving. Verder was hij actief lid van de Praktisch-Idealisten Associatie (PIA) en de S.D.A.P.
Smedes publiceerde veelvuldig in diverse tijdschriften over uiteenlopende aangelegenheden, vaak politiek getint maar ook over historische, levensbeschouwelijke en maçonnieke onderwerpen. 
Zijn magnus opus is de kosmisch humanistische studienreeks, waarin hij in de jaren ‘20 en ‘30 onder meer een volledige pro-Europese levensfilosofie uitwerkte, door hem het kosmisch-humanisme genoemd. Hierbij stond hem een verenigde staaten van Europa voor ogen als waarborg voor duurzame vrede. Deze zouden, in tegenstelling tot tot de Volkenbond, een van binnen uit de volkeren gegroeid hoger organisme moeten zijn. 

### Kosmisch humanisme
Smedes meende te voorzien dat Europa langzaam tot een geheel zou groeien, het groeiproces tot deze nieuwe staat/maatschappij zou zijns inziens onder de dominerende werking van het socialisme moeten geschieden. Omdat in een dergelijke groeiproces zaken nog vormbaar zijn, zouden nieuwe ideeën verwezenlijkt kunnen worden. Hiervoor zou eensgezindheid onder de Europese socialisten van groot belang zijn.
Omdat het marxisme/socialisme geen wereld- of levensbeschouwing is maar een maatschappijwetenschap, is er een vacuüm omdat massa-organisaties niet zouden kunnen bestaan zonder een wereld- of levensbeschouwing. In die leemte zou nu het kosmisch humanisme moeten voorzien.

### Na de Tweede Wereldoorlog
Na de Tweede Wereldoorlog werd Smedes, als officier van de Binnenlandse Strijdkrachten, als tolk belast met het assisteren van de Canadezen bij het verhoren van gevangengenomen Duitsers.
De publicaties van Smedes na de Tweede Wereldoorlog zijn overwegend historisch en maçonniek van aard.
- Digitale Bibliotheek voor de Nederlandse Letteren: smed015
- Gemeinsame Normdatei: 117429120
- International Standard Name Identifier: 0000 0000 1359 4793
- Virtual International Authority File: 25379636